# Limosina tarsata
Limosina tarsata är en tvåvingeart som beskrevs av Zetterstedt 1855. Limosina tarsata ingår i släktet Limosina och familjen hoppflugor.
Artens utbredningsområde är Sverige. Inga underarter finns listade i Catalogue of Life.